# الانتخابات البرلمانية العراقية (1943)
أجريت الانتخابات البرلمانية في العراق في الفترة ما بين 20 أغسطس و5 أكتوبر 1943. وأجريت الانتخابات على مرحلتين، كانت المرحلة الأولى بمشاركة الناخبين الثانويين في الفترة ما بين 20 و31 أغسطس 1943، في حين اجريت المرحلة الثانية بمشاركة عموم الناخبين في 5 أكتوبر 1943.

## الخلفية
حُل البرلمان المنتخب عام 1939 في 9 يونيو 1943 بعد إكمال فترته البالغة أربع سنوات. بدأت حكومة نوري السعيد ووزارة الداخلية على الفور بالتحضير لإجراء انتخابات جديدة.

## النتائج
أُعيد انتخاب معظم أعضاء البرلمان السابق، ولم يُنتخب سوى 26 عضوًا جديدًا. انعقد البرلمان المنتخب حديثًا في 4 نوفمبر 1943، وأُجري تصويت لاختيار رئيس مجلس النواب العراقي في 1 ديسمبر 1943. تنافس محمد رضا الشبيبي، المدعوم من المعارضة، مع سلمان البراك، المرشح الموالي للحكومة؛ وفاز الشبيبي بالمنصب بنتيجة 73 صوتًا مقابل 64.

## تبعات
نتيجة الانقلاب المؤيد للمحور عام 1941 وما تلاه من الغزو البريطاني، سعت الحكومة الجديدة إلى الحد من جميع الأنشطة السياسية المعادية. في 17 نوفمبر 1943، وافق البرلمان على تعديل دستوري يسمح للملك (أو الوصي على العرش) بإقالة الحكومة وإعلان حالة الطوارئ (بموافقة مجلس الوزراء) في حالات التمرد أو الاضطرابات التي تهدد السلام. كما منع تعديل آخر البرلمان من العفو عن المدانين في جرائم تهدف إلى تغيير شكل الحكومة. حُظرت الأحزاب السياسية، ولكن سُمح بتشكيل النقابات العمالية. بين عامي 1944 و1946، شُكلت 16 نقابة، معظمها وقع تحت سيطرة الحزب الشيوعي العراقي. وفي عام 1946، رُفع الحظر عن الأحزاب السياسية.